# Franqueville (Aisne)
Pour les articles homonymes, voir Franqueville.
Franqueville est une commune française située dans le département de l'Aisne, en région Hauts-de-France.

### Localisation

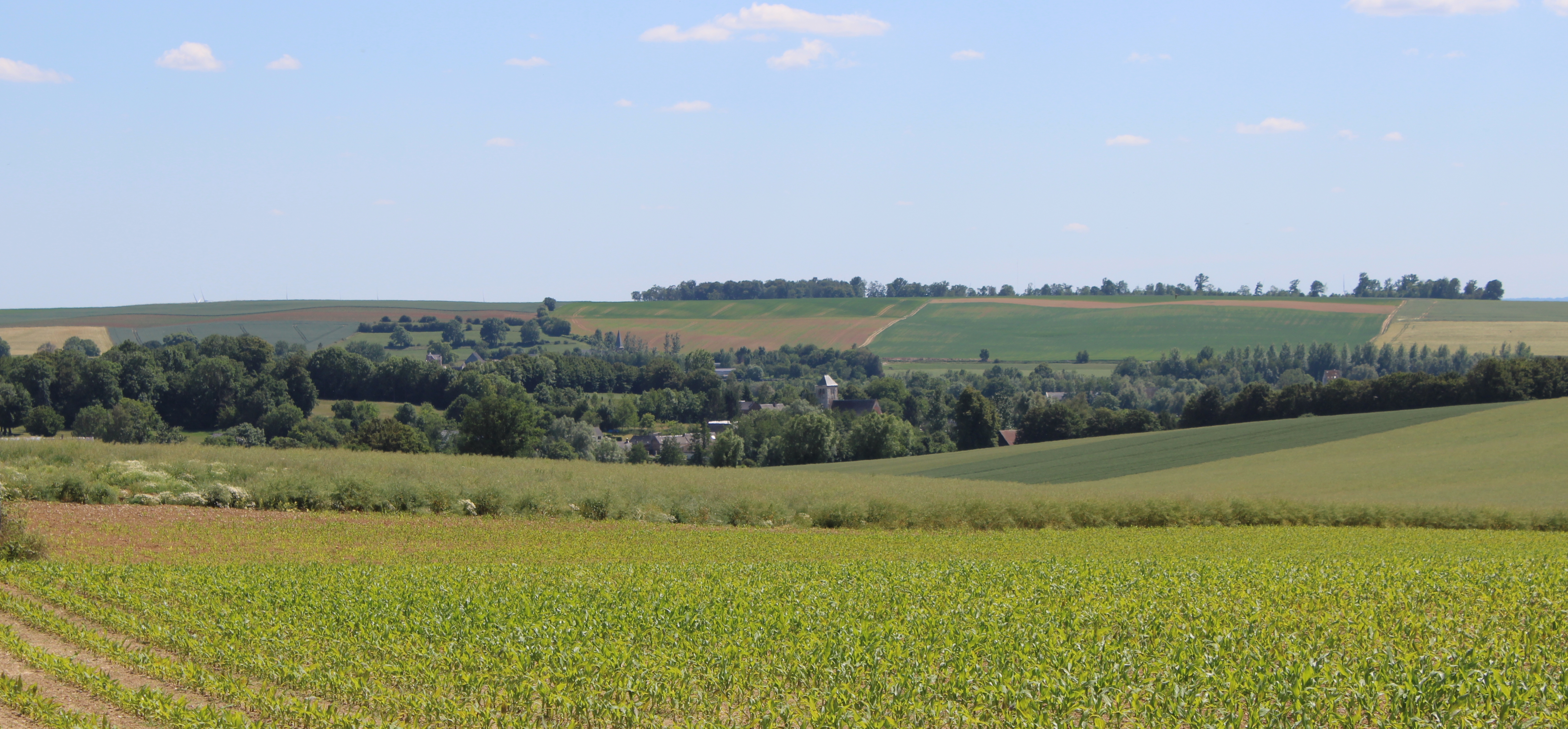
Panorama du village, niché dans la vallée du ruisseau de Beaurepaire, depuis les hauteurs de "la Grande Cailleuse".

## Géographie

### Hydrographie
La commune est située dans le bassin Seine-Normandie. Elle est drainée par le ruisseau de Beaurepaire,.

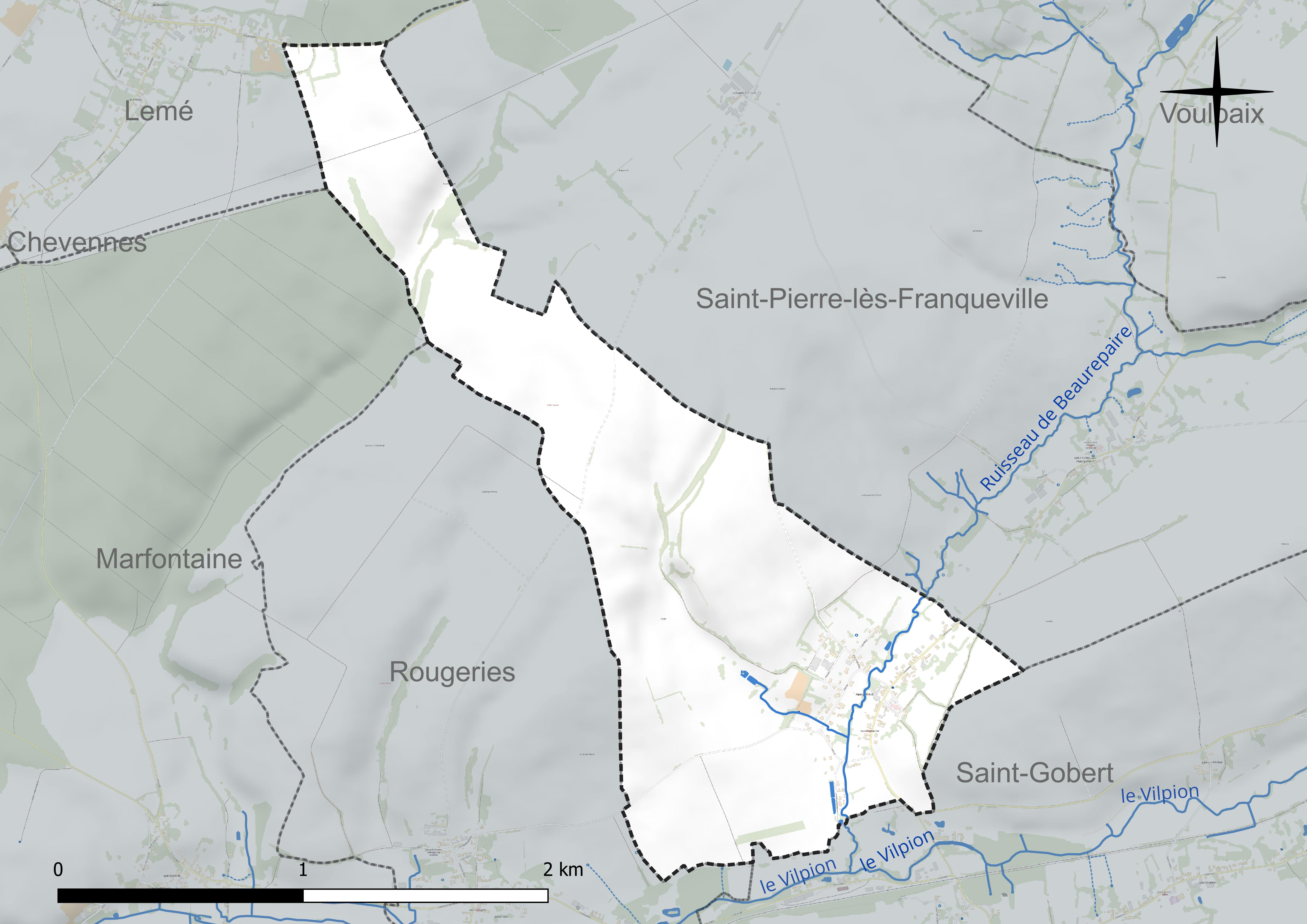
Réseau hydrographique de Franqueville.

### Climat
Pour des articles plus généraux, voir Climat des Hauts-de-France et Climat de l'Aisne.
En 2010, le climat de la commune est de type climat océanique dégradé des plaines du Centre et du Nord, selon une étude du CNRS s'appuyant sur une série de données couvrant la période 1971-2000. En 2020, Météo-France publie une typologie des climats de la France métropolitaine dans laquelle la commune est exposée à un climat océanique altéré et est dans la région climatique Nord-est du bassin Parisien, caractérisée par un ensoleillement médiocre, une pluviométrie moyenne régulièrement répartie au cours de l'année et un hiver froid (3 °C).
Pour la période 1971-2000, la température annuelle moyenne est de 10 °C, avec une amplitude thermique annuelle de 15,2 °C. Le cumul annuel moyen de précipitations est de 808 mm, avec 13 jours de précipitations en janvier et 9,4 jours en juillet. Pour la période 1991-2020, la température moyenne annuelle observée sur la station météorologique la plus proche, située sur la commune de Fontaine-lès-Vervins à 8 km à vol d'oiseau, est de 10,5 °C et le cumul annuel moyen de précipitations est de 826,3 mm,. Pour l'avenir, les paramètres climatiques de la commune estimés pour 2050 selon différents scénarios d'émission de gaz à effet de serre sont consultables sur un site dédié publié par Météo-France en novembre 2022.

## Urbanisme

### Typologie
Au 1er janvier 2024, Franqueville est catégorisée commune rurale à habitat dispersé, selon la nouvelle grille communale de densité à 7 niveaux définie par l'Insee en 2022.
Elle est située hors unité urbaine. Par ailleurs la commune fait partie de l'aire d'attraction de Vervins, dont elle est une commune de la couronne,. Cette aire, qui regroupe 21 communes, est catégorisée dans les aires de moins de 50 000 habitants,.

### Occupation des sols
L'occupation des sols de la commune, telle qu'elle ressort de la base de données européenne d'occupation biophysique des sols Corine Land Cover (CLC), est marquée par l'importance des territoires agricoles (80,1 % en 2018), une proportion identique à celle de 1990 (80,1 %). La répartition détaillée en 2018 est la suivante : 
terres arables (56 %), prairies (23,2 %), zones urbanisées (18,8 %), forêts (1,1 %), zones agricoles hétérogènes (0,9 %).
L'évolution de l'occupation des sols de la commune et de ses infrastructures peut être observée sur les différentes représentations cartographiques du territoire : la carte de Cassini (XVIIIe siècle), la carte d'état-major (1820-1866) et les cartes ou photos aériennes de l'IGN pour la période actuelle (1950 à aujourd'hui).

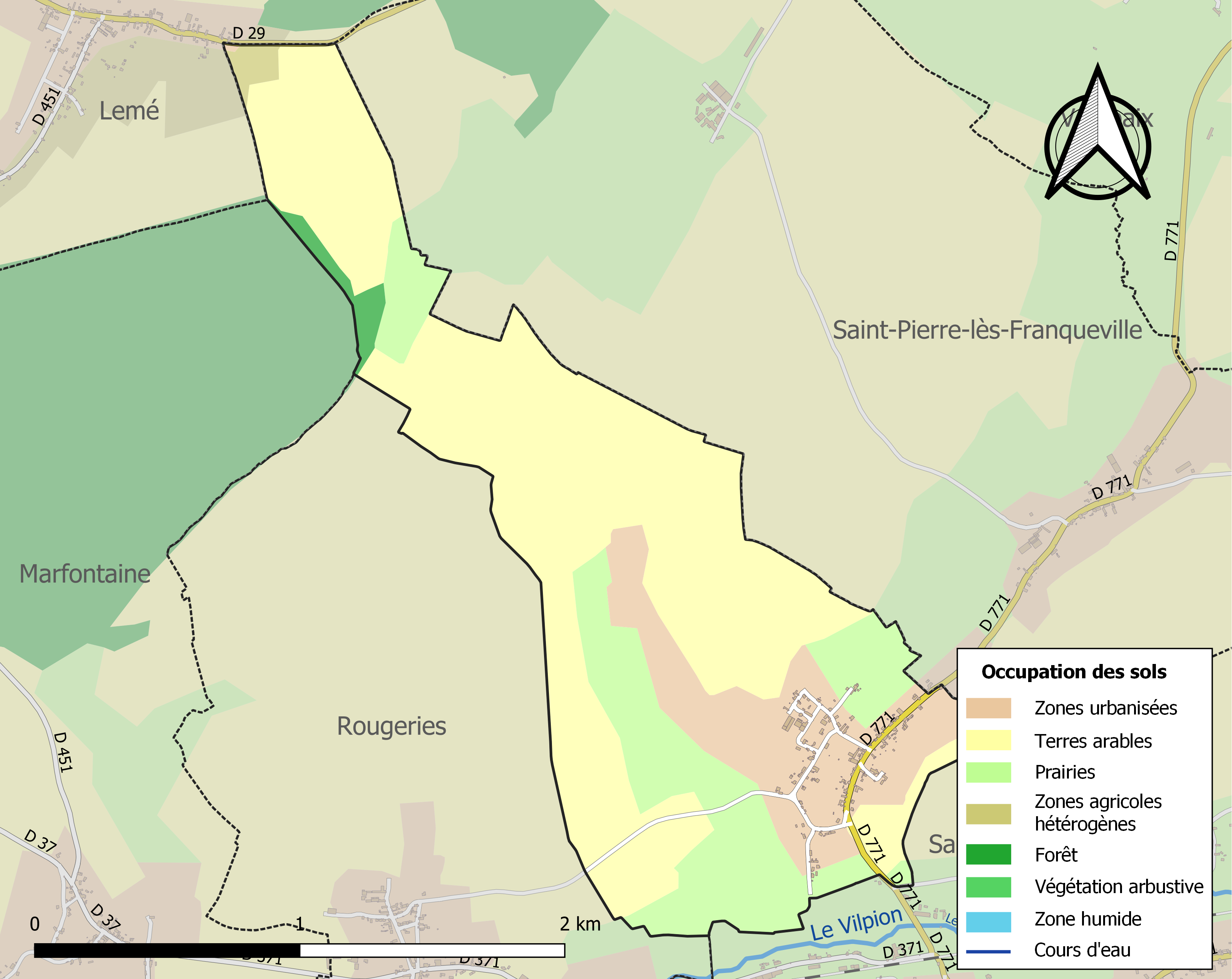
Carte de l'occupation des sols de la commune en 2018 (CLC).

## Toponymie
Le nom de la localité est attesté sous les formes Loleniacum que nunc dicitur Francheville (1157) ; Molendinum de Lolegniis (1162) ; Territorium de Loligniis (1167) ; Frankevile, Franco villa (1270) ; Franca villa (1340) ; Francqueville (1568) ; Nostre-Dame-de-Francville, Francville (1669) ; Franqville (1776).
Franqueville est un nom qui fait allusion aux franchises accordées aux villes neuves. Au Moyen Âge, lorsque certaines exemptions ou franchises furent accordées aux domaine gallo-romain, elles changèrent d'appellation et furent retraduits : franca villa : « ville franche ».

## Histoire
|  |

La seigneurie de Franqueville qui dépendait du comté de Marle a été aliénée le 8 novembre 1602 par les commissaires du roi Henry IV. 
Les églises fortifiées de Thiérache  

Lors de la guerre franco-espagnole de 1635 à 1659, les villages de la région furent constamment ravagés aussi bien par les troupes françaises qu'étrangères. C'est à cette époque que les villages de Thiérache, comme Franqueville, transforment leur clocher en forteresse pour permettre aux habitants de s'y réfugier an cas d'attaque.   

Carte de Cassini 

La carte de Cassini montre qu'au XVIIIe siècle, Franqueville est une paroisse située sur un ruisseau qui se jette dans la Vilpion.
Les papeteries

Les nombreux cours d'eau serpentant en Thiérache ont permis l'installation de nombreux moulins à eau : beaucoup ont permis de moudre le grain pour obtenir la farine et d'autres, notamment à Franqueville , Rougeries, Saint-Gobert, Voulpaix, Wiège-Faty, Romery, Vervins, Thenailles, Harcigny sont devenus des papeteries.   

La roue à aubes du moulin entraînait un axe sur lequel étaient fixés des plots avec des maillets qui frappaient la matière première composée pour un quart de déchets de chanvre et de chiffons et le reste de papier recyclé. La pâte obtenue était ensuite travaillée en fonction d'un cahier des charges très strict pour obtenir différents types de papiers qui servaient notamment d'emballage des produits alimentaires dans les épiceries. 

La première papeterie de Franqueville fut construite  sur le cours d'eau du Rieux Bouvard en 1753 par Jean-Nicolas Loison.

Une autre papeterie a été établie en 1780 par Charles-Antoine Plat : ce moulin à papier était pourvu de seize maillets. Il employait cinq ouvriers et produisait 10 000 kg de papier chaque année.

Une  monographie communale de 1880 consultable sur le site des archives départementales de l'Aisne, mentionne l'existence de deux moulins à blé ainsi que d'une briqueterie.

Première Guerre mondiale

Le 28 août 1914, soit moins d'un mois après la déclaration de la guerre, le village est occupé par les troupes allemandes après la défaite de l'armée française lors de la bataille de Guise. Pendant toute la guerre, Franqueville restera loin du front qui se stabilisera à environ 150 km à l'ouest aux alentours de Péronne. Les habitants vivront sous le joug des Allemands : réquisitions de logements, de matériel, de nourriture, travaux forcés. Ce n'est que début novembre 1918 que les Allemands seront chassés du village par les troupes françaises.

## Politique et administration

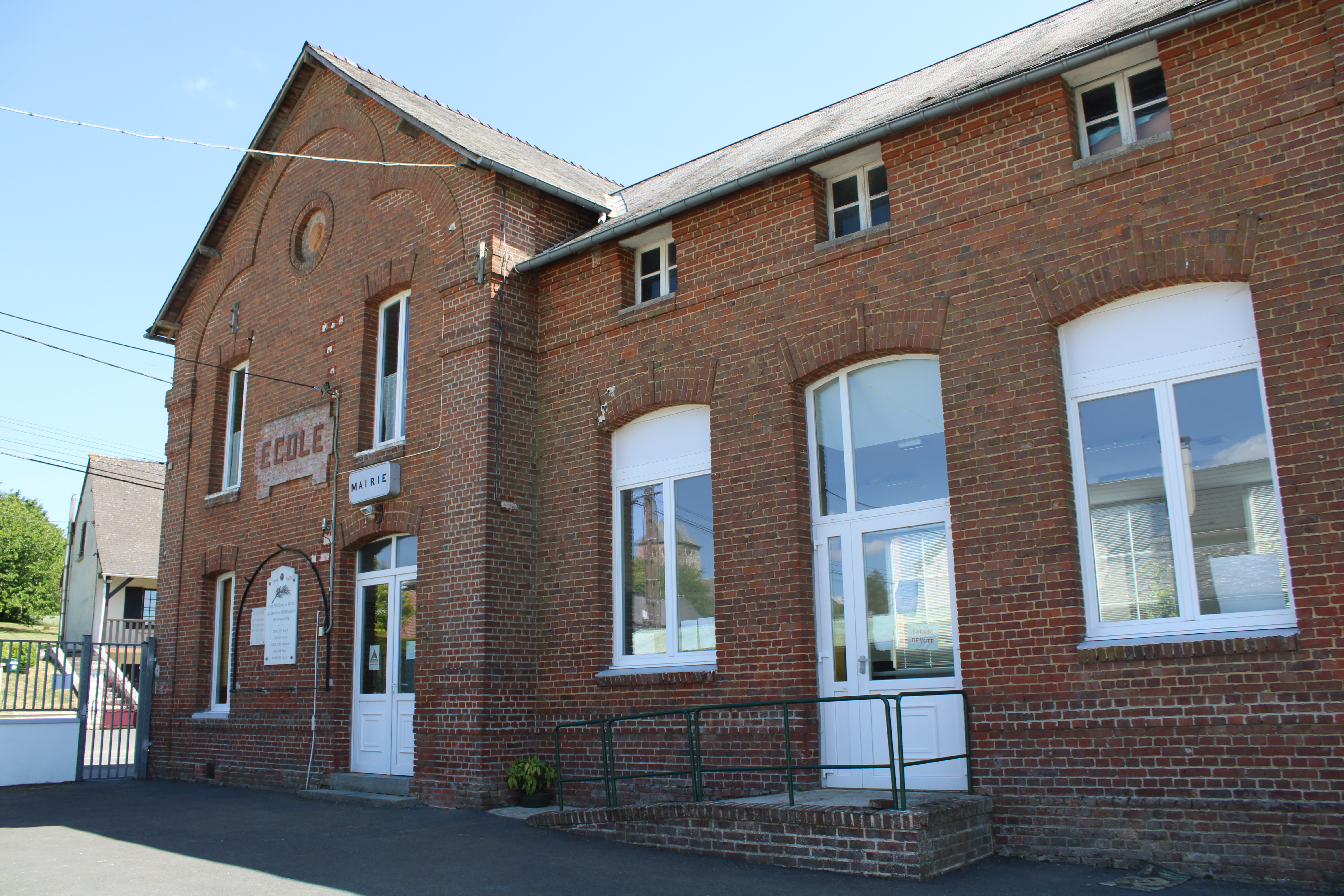
La mairie.

### Découpage territorial
La commune de Franqueville est membre de la communauté de communes de la Thiérache du Centre, un établissement public de coopération intercommunale (EPCI) à fiscalité propre créé le 31 décembre 1992 dont le siège est à La Capelle. Ce dernier est par ailleurs membre d'autres groupements intercommunaux.
Sur le plan administratif, elle est rattachée à l'arrondissement de Vervins, au département de l'Aisne et à la région Hauts-de-France. Sur le plan électoral, elle dépend du  canton de Marle pour l'élection des conseillers départementaux, depuis le redécoupage cantonal de 2014 entré en vigueur en 2015, et de la troisième circonscription de l'Aisne  pour les élections législatives, depuis le dernier découpage électoral de 2010.

### Administration municipale
| Période                                  | Période                       | Identité            | Étiquette | Qualité                                 |
| ---------------------------------------- | ----------------------------- | ------------------- | --------- | --------------------------------------- |
| avant 1877                               | après 1879                    | Régnier             |           |                                         |
| Les données manquantes sont à compléter. |                               |                     |           |                                         |
| mars 2001                                | mars 2008                     | Jean-Claude Meresse |           |                                         |
| mars 2008                                | En cours (au 20 juillet 2020) | Jean-Louis Lemoine  | DVD       | Retraité Réélu pour le mandat 2020-2026 |
| Les données manquantes sont à compléter. |                               |                     |           |                                         |

## Démographie
L'évolution du nombre d'habitants est connue à travers les recensements de la population effectués dans la commune depuis 1793. Pour les communes de moins de 10 000 habitants, une enquête de recensement portant sur toute la population est réalisée tous les cinq ans, les populations de référence des années intermédiaires étant quant à elles estimées par interpolation ou extrapolation. Pour la commune, le premier recensement exhaustif entrant dans le cadre du nouveau dispositif a été réalisé en 2007.

En 2022, la commune comptait 107 habitants, en évolution de −7,76 % par rapport à 2016 (Aisne : −1,97 %, France hors Mayotte : +2,11 %).
| 1793 | 1800 | 1806 | 1821 | 1831 | 1836 | 1841 | 1846 | 1851 |
| ---- | ---- | ---- | ---- | ---- | ---- | ---- | ---- | ---- |
| 286  | 310  | 290  | 334  | 337  | 350  | 327  | 317  | 338  |

| 1856 | 1861 | 1866 | 1872 | 1876 | 1881 | 1886 | 1891 | 1896 |
| ---- | ---- | ---- | ---- | ---- | ---- | ---- | ---- | ---- |
| 319  | 325  | 319  | 297  | 253  | 241  | 220  | 204  | 218  |

| 1901 | 1906 | 1911 | 1921 | 1926 | 1931 | 1936 | 1946 | 1954 |
| ---- | ---- | ---- | ---- | ---- | ---- | ---- | ---- | ---- |
| 219  | 186  | 158  | 147  | 175  | 180  | 190  | 161  | 162  |

| 1962 | 1968 | 1975 | 1982 | 1990 | 1999 | 2006 | 2007 | 2012 |
| ---- | ---- | ---- | ---- | ---- | ---- | ---- | ---- | ---- |
| 168  | 157  | 141  | 134  | 113  | 123  | 125  | 125  | 127  |

| 2017 | 2022 | - | - | - | - | - | - | - |
| ---- | ---- | - | - | - | - | - | - | - |
| 113  | 107  | - | - | - | - | - | - | - |

## Lieux et monuments
- Église Saint-Jean-Baptiste.

### Galerie

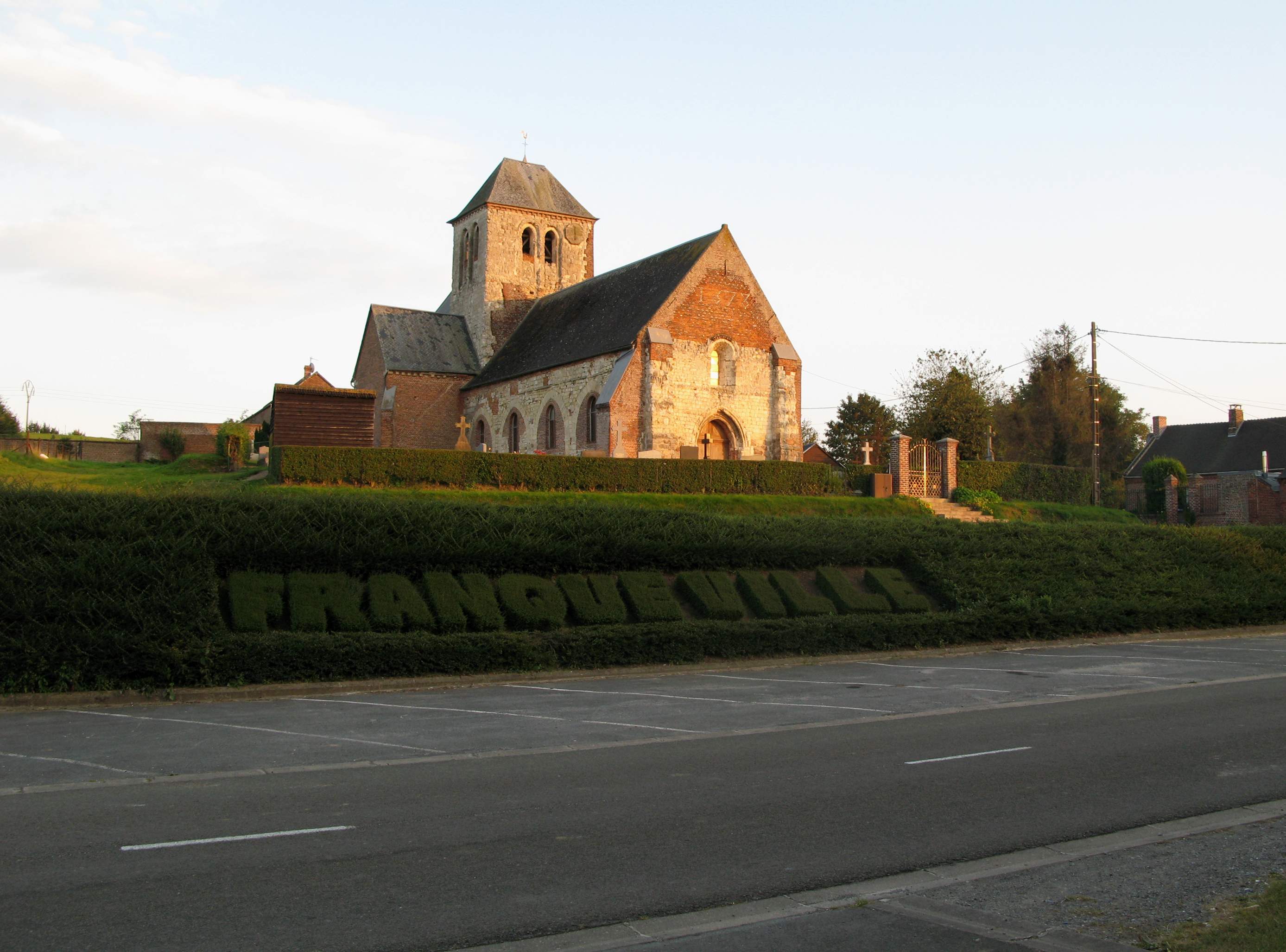
Léger surplomb de l'église. On remarque ses 2 niveaux successifs par rapport à la route. D'abord celui du cimetière, encore entouré de sa haie, auquel on accède par quelques marches.
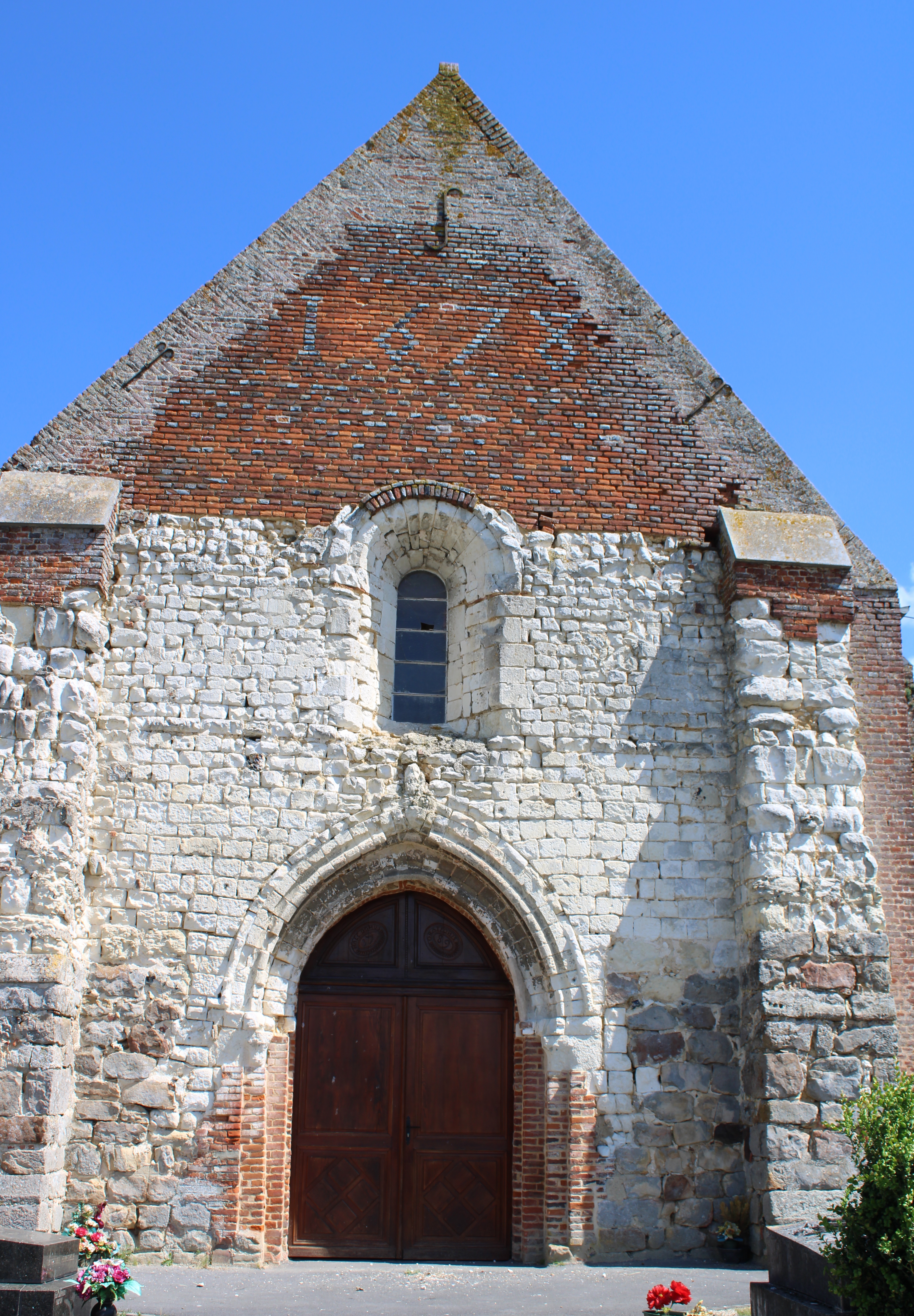
Façade de  l'église avec l'inscription "1678".
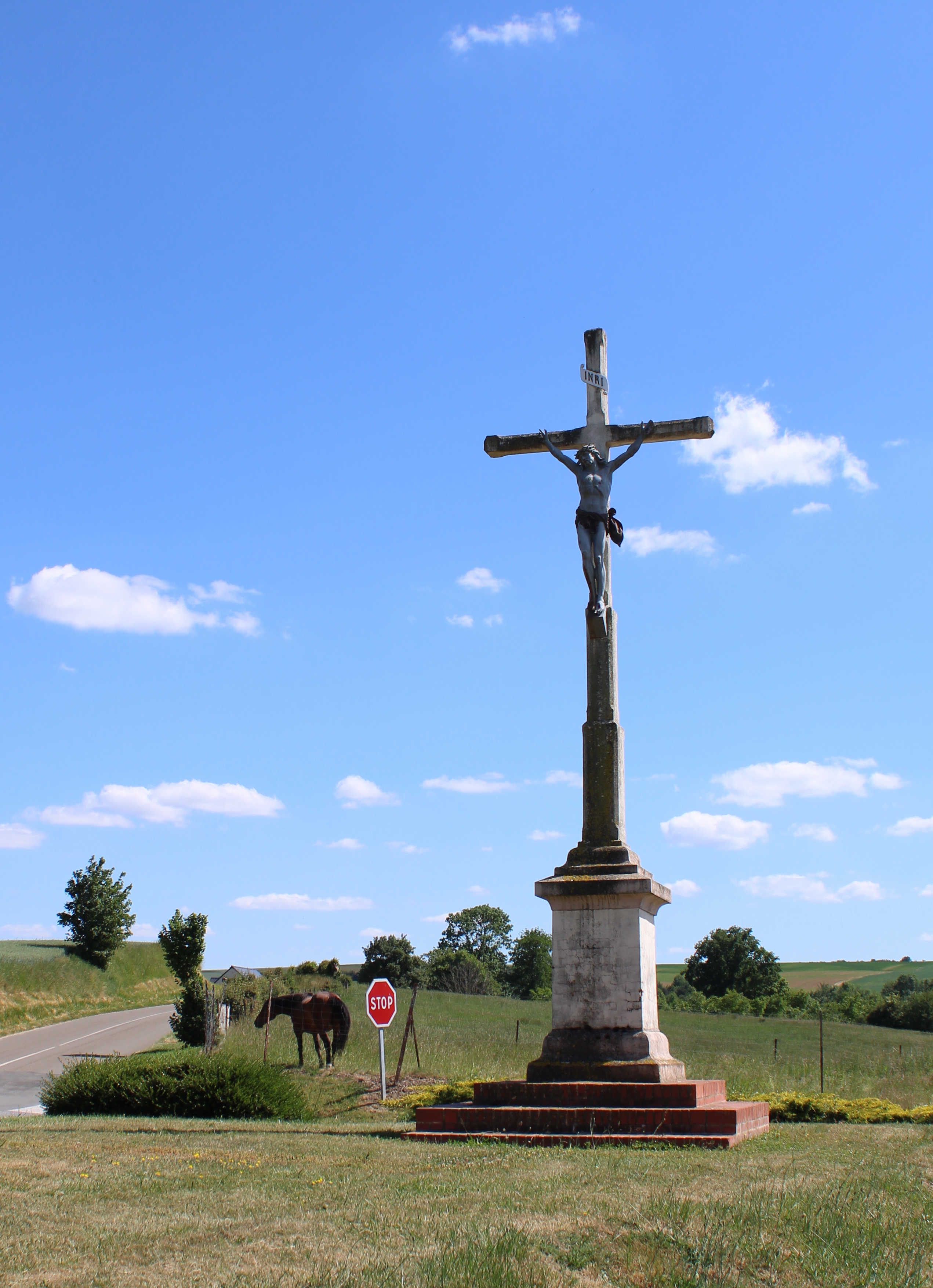
Le calvaire route de Saint-Gobert.
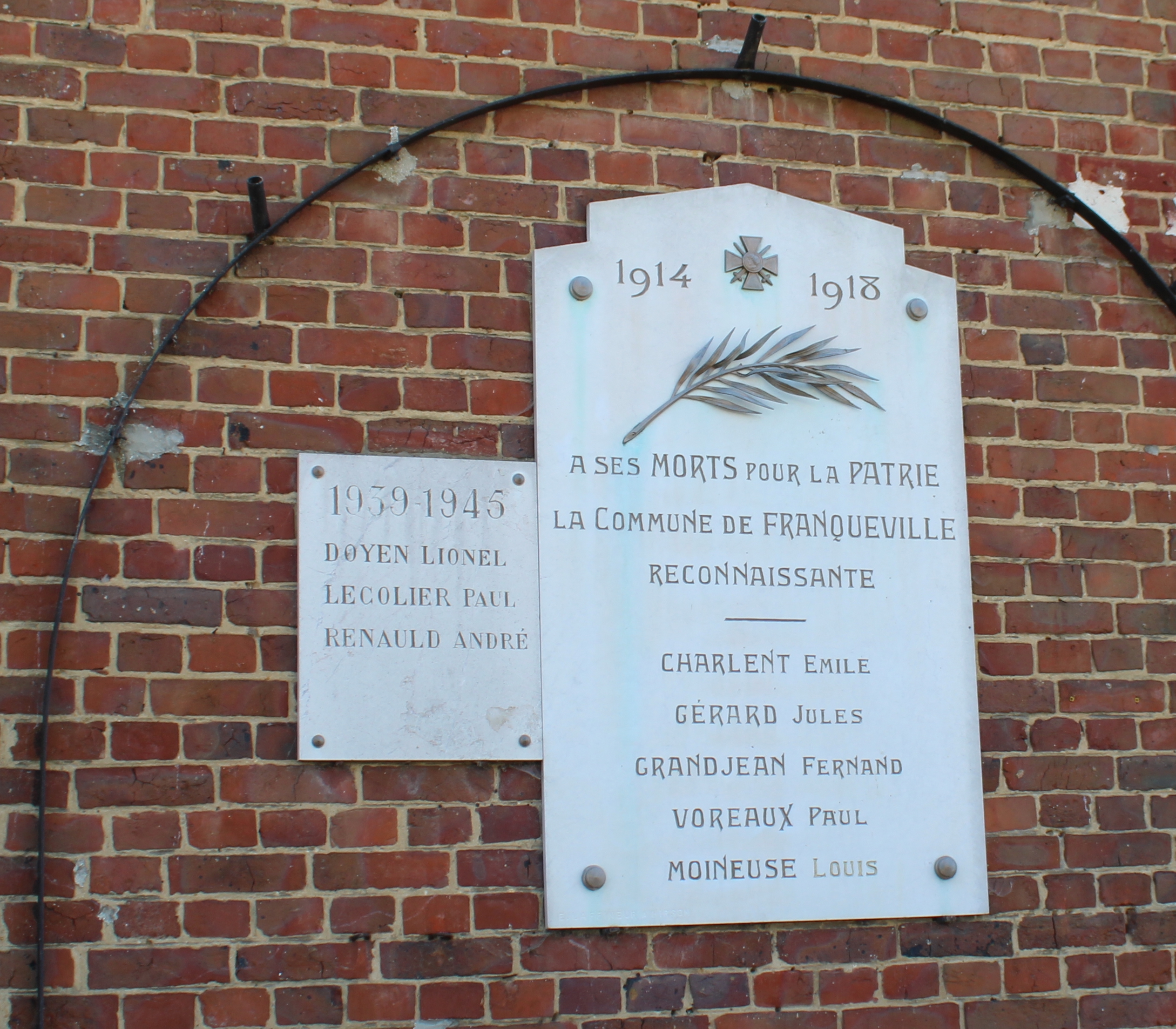
Plaque hommage aux victimes de la guerre 14-18.

## Héraldique
| Blason de Franqueville | Blason  | Parti de gueules à la bande de vair, et de sinople à saint Jean Baptiste d'or. |
| Blason de Franqueville | Détails | Le dextre est le blason de la famille de Longueval. Le senestre représente Saint Jean-Baptiste, le saint patron de la commune. Création Jean-François Binon, adoptée par la municipalité le 17 avril 2015. |